# Crazy Horse (альбом)
| Оценки критиков          | Оценки критиков |
| Источник                 | Оценка          |
| ------------------------ | --------------- |
| Allmusic                 | [ 2 ]           |
| Christgau's Record Guide | A–              |

Crazy Horse — дебютный альбом американской рок-группы Crazy Horse, выпущенный в 1971 году лейблом Reprise Records. Это единственный альбом группы, в записи которого принял участие Дэнни Уиттен, альбом добрался до 84-й позиции хит-парада Billboard 200.

## Список композиций
| №  | Название                        | Автор(ы)                   | Длительность |
| -- | ------------------------------- | -------------------------- | ------------ |
| 1. | «Gone Dead Train»               | Расс Тительман, Джек Ницше | 4:06         |
| 2. | «Dance, Dance, Dance»           | Нил Янг                    | 2:10         |
| 3. | «Look at All the Things»        | Дэнни Уиттен               | 3:13         |
| 4. | «Beggars Day»                   | Nils Lofgren               | 4:28         |
| 5. | «I Don't Want to Talk About It» | Дэнни Уиттен               | 5:18         |

| №  | Название         | Автор(ы)                   | Длительность |
| -- | ---------------- | -------------------------- | ------------ |
| 1. | «Downtown»       | Дэнни Уиттен, Нил Янг      | 3:14         |
| 2. | «Carolay»        | Расс Тительман, Джек Ницше | 2:52         |
| 3. | «Dirty, Dirty»   | Дэнни Уиттен               | 3:31         |
| 4. | «Nobody»         | Нилс Лофгрен               | 2:35         |
| 5. | «I'll Get By»    | Дэнни Уиттен               | 3:08         |
| 6. | «Crow Jane Lady» | Джек Ницше                 | 4:24         |

## Участники записи
- Дэнни Уиттен — гитары, бэк-вокал; вокал кроме отмеченных ниже
- Нильс Лофгрен — гитары, бэк-вокал; вокал на «Beggar’s Day»
- Джек Ницше — пианино, бэк-вокал; вокал на «Crow Jane Lady»
- Билли Талбот — бас, бэк-вокал
- Ральф Молина — ударные, бэк-вокал; вокал на «Dance Dance Dance»

Приглашённые музыканты
- Рай Кудер — слайд-гитара на «I Don’t Want to Talk About It», «Dirty, Dirty» и «Crow Jane Lady»
- Гиб Гильбо — скрипка на «Dance Dance Dance»

Технический персонал
- Джек Ницше, Брюс Ботник — продюсирование
- Гэри Бёрден — art direction, дизайн
- Джоэл Бёрнштайн — фотография
- Ли Хершберг — цифровой мастеринг
- Эллиот Робертс, Рональд Стоун — artist management